# Аль-Овейни, Хусейн
Хусейн аль-Овейни (араб. حسين العويني‎; 24 декабря 1900, Бейрут, Османская империя — 11 января 1971) — ливанский государственный деятель, премьер-министр Ливана (1951 и 1964—1965).

## Биография
Окончил католическую школу Святого Иосифа. Занимался бизнесом с Палестиной, Египтом, Хиджазом и Саудовской Аравией. В 1937 году вернулся в Бейрут, где основал первый коммерческий банк в стране Banque du Liban et d'Outre-Mer.
В 1947 году был избран членом Совета представителей, оставаясь в его составе до 1951 года. Неоднократно занимал ответственные должности в правительстве страны:
- 1948—1949 гг. — министр финансов,
- октябрь 1949 г. — министр почт и телеграфа,
- 1949—1951 гг. — министр финансов,
- февраль — апрель 1951 г. — премьер-министр Ливана,
- февраль — июнь 1951 гг. — министр иностранных дел и внутренних дел, министр национальной обороны и министр финансов,
- 1958—1959 гг. — министр общественного проектирования. министра по судебным вопросам, министр иностранных дел и по делам эмигрантов,
- февраль — ноябрь 1964 г. — министр внутренних дел и национальной обороны,
- 1964—1965 гг. — премьер-министр Ливана, одновременно министр национальной обороны,
- июнь — июль 1965 гг. — министр иностранных дел и по делам эмигрантов,
- 1968—1969 гг. — министр национальной экономики, министра иностранных дел и по делам эмигрантов, министр национальной обороны и министр юстиции.

В его честь присуждается памятная награда, носящая имя политика.

## Награды и звания
Большой крест ордена «За заслуги перед Федеративной Республикой Германия» (1960).